# José Luis Blanco
José Luis Blanco, né le 3 juin 1975 à Lloret de Mar, est un athlète espagnol spécialiste du 3 000 m steeple. 

## Carrière
Il se révèle à l'âge de vingt-huit ans en accédant à la finale du 3 000 m steeple des Championnats du monde 2003 de Paris-Saint-Denis. Il établit cette même année le meilleur temps de sa carrière sur 3 000 m avec 8 min 0 s 62. En 2006, José Luis Blanco remporte la médaille d'argent des Championnats d'Europe d'Helsinki avec le temps de 8 min 26 s 22, terminant derrière le Finlandais Jukka Keskisalo.
Son meilleur temps sur 3 000 m steeple est de 8 min 12 s 86, établi le 20 juin 2006 à Huelva.
José Luis Blanco subit un contrôle antidopage positif en juillet 2010 lors des Championnats d'Espagne. Il est suspendu deux ans par l'IAAF du 27 octobre 2010 au 26 octobre 2012. Il est déchu de sa médaille de bronze obtenue fin juillet aux Championnats d'Europe de Barcelone.

## Palmarès
| Année | Compétition           | Lieu     | Place |
| ----- | --------------------- | -------- | ----- |
| 2001  | Jeux méditerranéens   | Radès    | 2e    |
| 2003  | Championnats du monde | Paris    | 8e    |
| 2005  | Championnats du monde | Helsinki | 14e   |
| 2006  | Championnats d'Europe | Göteborg | 2e    |